# Гарнаовит
Гарнаовит (арм. Գառնահովիտ) — село на западе Арагацотнской области Армении.

## География
Село расположено в 63 км к северо-западу от центра марза (области) — Аштарака на высоте 2150 м над уровнем моря. Ранее называлось Адиаман, Адяман, с 1946 г. имеет нынешнее название. Входило в Александропольский уезд Эриванской губернии. Климат холодно умеренный, в течение года выпадает значительное количество осадков, даже во время самого засушливого месяца.

## Население
Изменение численности населения.
| Год  | Численность | Численность |
| ---- | ----------- | ----------- |
| 1831 | 70          | [ 4 ]       |
| 1897 | 669         | [ 4 ]       |
| 1926 | 636         | [ 4 ]       |
| 1939 | 916         | [ 4 ]       |
| 1959 | 637         | [ 4 ]       |
| 1970 | 692         | [ 4 ]       |
| 1979 | 503         | [ 4 ]       |
| 2001 | 440         | [ 4 ]       |
| 2011 | 391         | [ 5 ]       |

Население занято в основном скотоводством и полеводством.

## Достопримечательности
В селе расположены церкви Св. Геворка (VI в.), Св. Ованеса (X-XIII вв.), в 1 км к югу остатки крепости (2 тыс. до н.э.).